# Sulejman Pitarka
Sulejman Pitarka (ur. 2 lutego 1923 w Dibrze, zm. 24 marca 2007 w Tiranie) – albański aktor, pisarz i dramaturg.

## Życiorys
Urodził się na terenie dzisiejszej Macedonii. W 1927 wraz z rodziną przeniósł się do Durrësu, z powodów ekonomicznych. Tam też podjął pracę jako tragarz w porcie. Ukończył szkołę handlową w Durrësie, po czym przez dziewięć lat pracował w banku, początkowo w Durrësie, a następnie w Tiranie. Nie ukończył żadnej szkoły aktorskiej. Swoją karierę rozpoczął w teatrze amatorskim, w okresie służby wojskowej (1945–1947), a następnie w jednym z amatorskich zespołów, działających w Durrësie. Z pomocą Mihala Popiego w 1951 r. znalazł się w zespole Teatru Ludowego (alb. Teatri Popullor). Zagrał w nim ponad 70 ról.
Na dużym ekranie zadebiutował w roku 1959 niewielką rolą w filmie Furtuna. W swojej karierze zagrał 20 ról filmowych. Był także autorem utworów dramatycznych i współscenarzystą filmu fabularnego Oshëtime në bregdet. Dramat Pitarki Familja e peshkatarit (Rodzina rybaka) wydany w 1976 jest zaliczany do klasyki albańskiego dramatu socrealistycznego.
Został uhonorowany tytułem Artysty Ludu (alb. Artist i Popullit). Imię artysty noszą ulice w Tiranie (dzielnica 21 Dhjetori), Durrësie i w Peshkopii. Jego imieniem nazwano także nagrodę dla najlepszego reżysera, przyznawaną podczas corocznego Festiwalu Teatru Albańskiego w Debarze.

## Role filmowe
- 1959: Furtuna (Burza) jako Eshref
- 1961: Debatik jako nauczyciel
- 1966: Oshëtime në bregdet (Szum morza)
- 1968: Horizonte të hapura (Otwarte horyzonty) jako Sokrat Dhëmbo
- 1976: Tinguj lufte jako Galip Shkëmbi
- 1977: Gunat mbi tela jako generał
- 1977: Streha e re  jako Gano
- 1978: Pas gjurmëve jako Lipja
- 1978: Gjeneral gramafoni (Generał Gramofon) jako Avdiu
- 1979: Ballë për ballë (Twarzą w twarz) jako Żeleznow
- 1980: Goditja (TV) jako Halit
- 1981: Agimet e stinës së madhe jako Ali bej
- 1981: Në prag të lirisë jako Hafiz
- 1981: Shtëpia jonë e përbashkët jako Kozma
- 1984: Nata e parë e lirisë (Pierwsza noc wolności) jako Furxhi
- 1984: Nxenesit e klases sime jako Çelo
- 1984: Ura pranë kështjellës jako Salo Brisku
- 1986: Rrethimi i vogël (Małe okrążenie) jako Llambi
- 1989: Historiani dhe kameleonet (Historyk i kameleon) jako Zenel bej
- 1991: Vdekja e burrit (Śmierć mężczyzny) jako dyplomata
- 1994: Loin des barbares (Daleko od barbarzyńców) jako Selman

## Utwory dramatyczne
- 1955: Familja e peshkatarit (Rodzina rybaka)
- 1958: Trimi i mire me shoke shume
- 1970: Heronjte e Linasit (Bohaterowie Linas)